# ری بوتی
ری بوتی (انگلیسی: Ray Booty؛ 3 September 1932 – ۲۵ اوت ۲۰۱۲ (79)) دوچرخه‌سوار اهل بریتانیا بود.